# Adipato de potasio
El Adipato de potasio es una sal potásica del ácido adípico. En la industria alimentaria se suele emplear como regulador de acidez y se codifica como E 357.